# Aanliggend

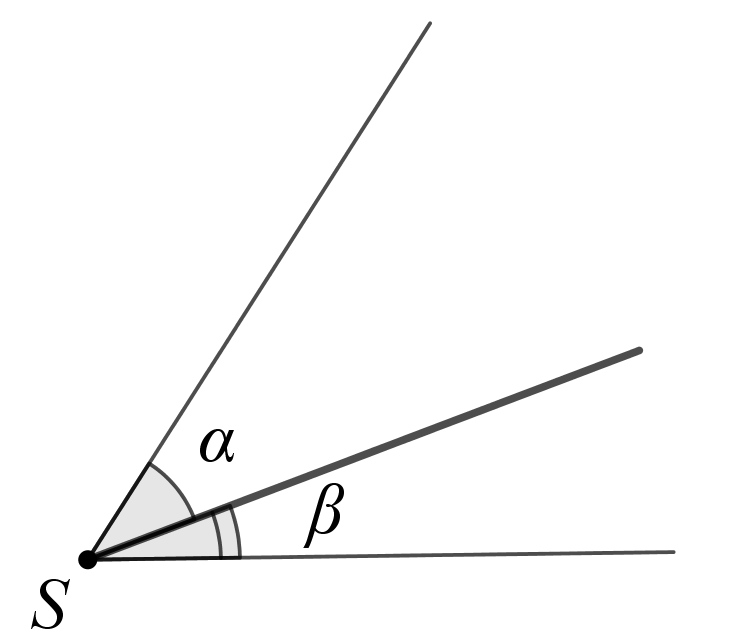
fig. 1. Hoek en hoek met hoekpunt zijn aanliggende hoeken.

Het woord aanliggend wordt in de meetkunde gebruikt om de positie van een meetkundig object zoals een hoek ten opzichte van een ander meetkundig object te beschrijven.

## Voorbeelden

### Hoek aanliggend aan een hoek
Twee hoeken heten aanliggend indien ze het hoekpunt en een been gemeenschappelijk hebben, waarbij verder de andere benen van die hoeken aan verschillende kanten van het gemeenschappelijk been liggen (zie figuur 1).

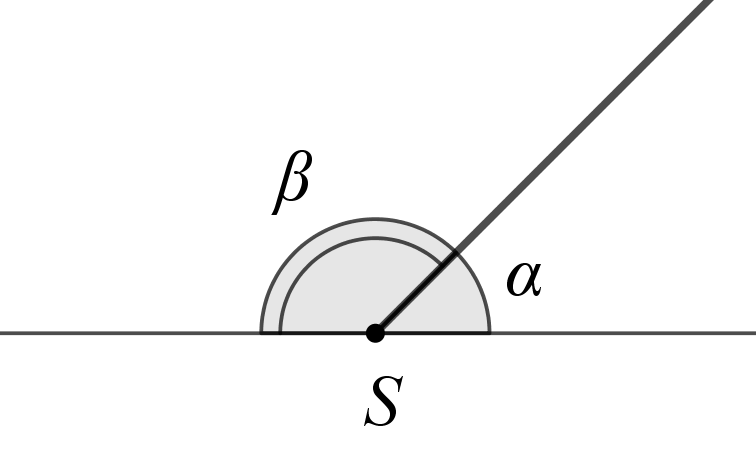
fig. 2. Hoek en hoek met hoekpunt zijn nevenhoeken.

Liggen de niet-gemeenschappelijke benen van twee aanliggende hoeken in elkaars verlengde, dan heten die hoeken nevenhoeken. Hoeken die elkaars nevenhoek zijn, zijn samen {\displaystyle 180^{\circ }} (zie figuur 2).
Voorbeeld. Stelling: Een buitenhoek van een driehoek {\displaystyle ABC} is gelijk aan de som van de beide niet-aanliggende binnenhoeken van die driehoek.
Bewijs. De buitenhoek van hoek {\displaystyle A} en hoek {\displaystyle A} zelf zijn nevenhoeken: samen zijn ze {\displaystyle 180^{\circ }}. De som van de hoeken {\displaystyle A,\,B,\,C} in de driehoek is ook gelijk aan {\displaystyle 180^{\circ }}. Dus: {\displaystyle {\text{buiten}}\angle A=\angle B+\angle C}. En de hoeken {\displaystyle B} en {\displaystyle C} zijn de niet-aanliggende (de niet aan hoek {\displaystyle A} aanliggende) binnenhoeken van hoek {\displaystyle A}.

### Hoek aanliggend aan een zijde
In een driehoek {\displaystyle ABC} heten de hoeken {\displaystyle A,\,B} aanliggende hoeken van de zijde {\displaystyle AB}, de hoeken {\displaystyle B,\,C} de aanliggende hoeken van de zijde {\displaystyle BC} en de hoeken {\displaystyle C,\,A} de aanliggende hoeken van de zijde {\displaystyle CA}.
Voorbeeld. Indien twee driehoeken een zijde gelijk hebben en de aanliggende hoeken van die zijde in de ene driehoek gelijk zijn aan de aanliggende hoeken in de andere driehoek, dan zijn die driehoeken congruent (HZH).

### Zijde aanliggend aan een hoek

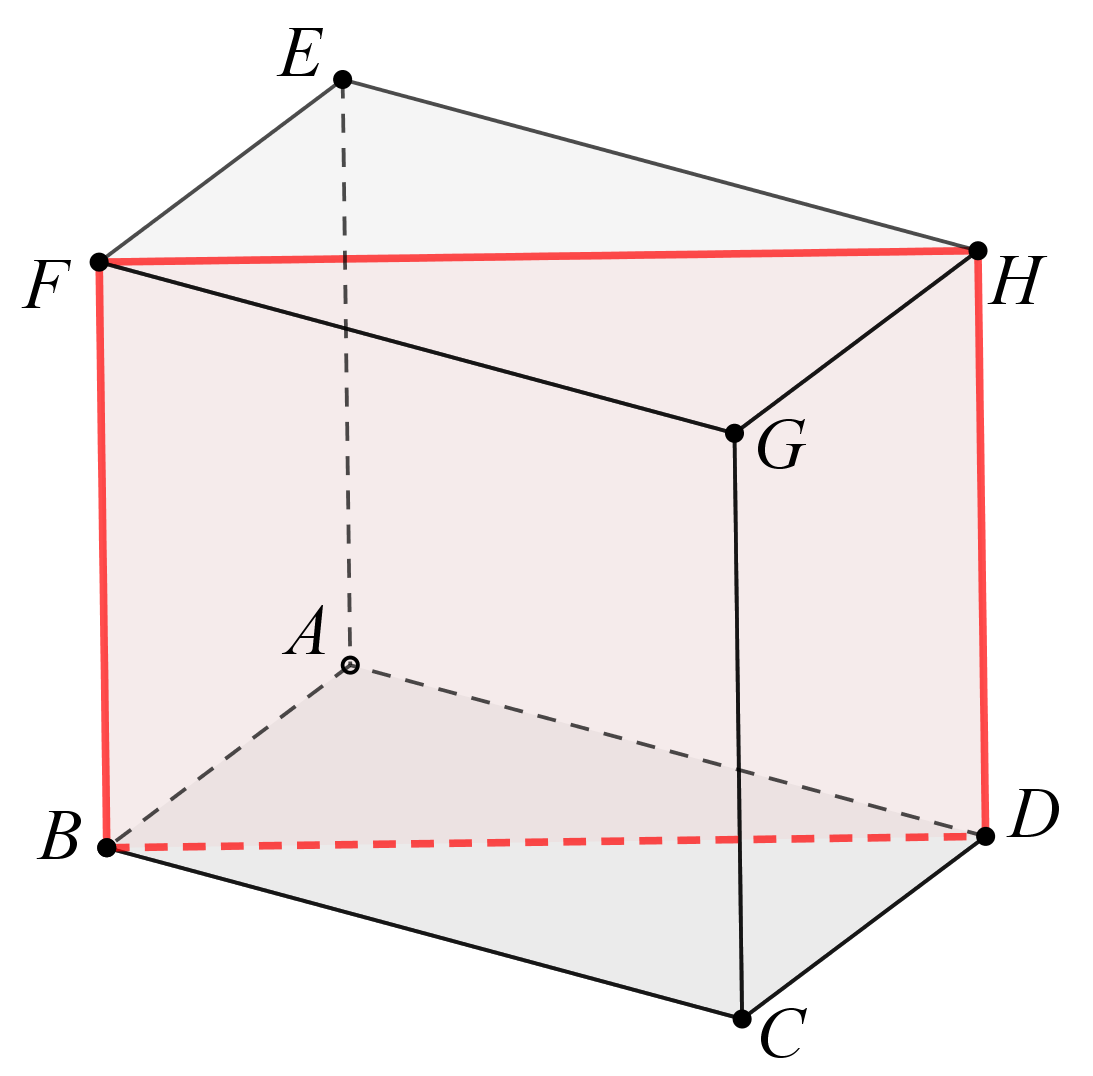
fig. 3. Aanliggende prisma's in een kubus

In een driehoek {\displaystyle ABC} heet de zijde {\displaystyle AB} een aanliggende zijde van hoek {\displaystyle A}, en ook een aanliggende zijde van hoek {\displaystyle B}. Overeenkomstige definities gelden voor de zijden {\displaystyle BC} en {\displaystyle CA} van die driehoek. Zijde {\displaystyle BC} heet de overstaande zijde van {\displaystyle A}.
 Voorbeeld. Is van een driehoek een hoek en de beide aanliggende zijden van die hoek in grootte en in ligging gegeven, dan is die driehoek met passer en liniaal te construeren (ZHZ).
In een in {\displaystyle B} rechthoekige driehoek {\displaystyle ABC} is de zijde {\displaystyle AB} de aanliggende rechthoekszijde van de hoek {\displaystyle A} en de zijde {\displaystyle BC} de aanliggende rechthoekszijde van hoek {\displaystyle C}. Zijde {\displaystyle AC} is de overstaande rechthoekszijde van hoek {\displaystyle B}.
Voorbeeld. De tangens van een scherpe hoek in een rechthoekige driehoek is gelijk aan de lengte van de overstaande gedeeld door de lengte van de aanliggende rechthoekszijde van die hoek.

### Aanliggende veelvlakken
Twee veelvlakken heten aanliggend, indien die veelvlakken een zijvlak gemeenschappelijk hebben én die veelvlakken aan verschillende kanten van dat gemeenschappelijke zijvlak liggen.
Voorbeeld. Zie figuur 3. In de kubus {\displaystyle ABCD.EFGH} zijn {\displaystyle ABD.EFH} en {\displaystyle BCD.FGH} twee prisma's die het (zij)vlak {\displaystyle BDHF} gemeenschappelijk hebben. Deze prisma's zijn dus, gezien hun ligging ten opzichte van het vlak {\displaystyle BDHF}, aanliggende veelvlakken.